# Stosunki polsko-kuwejckie

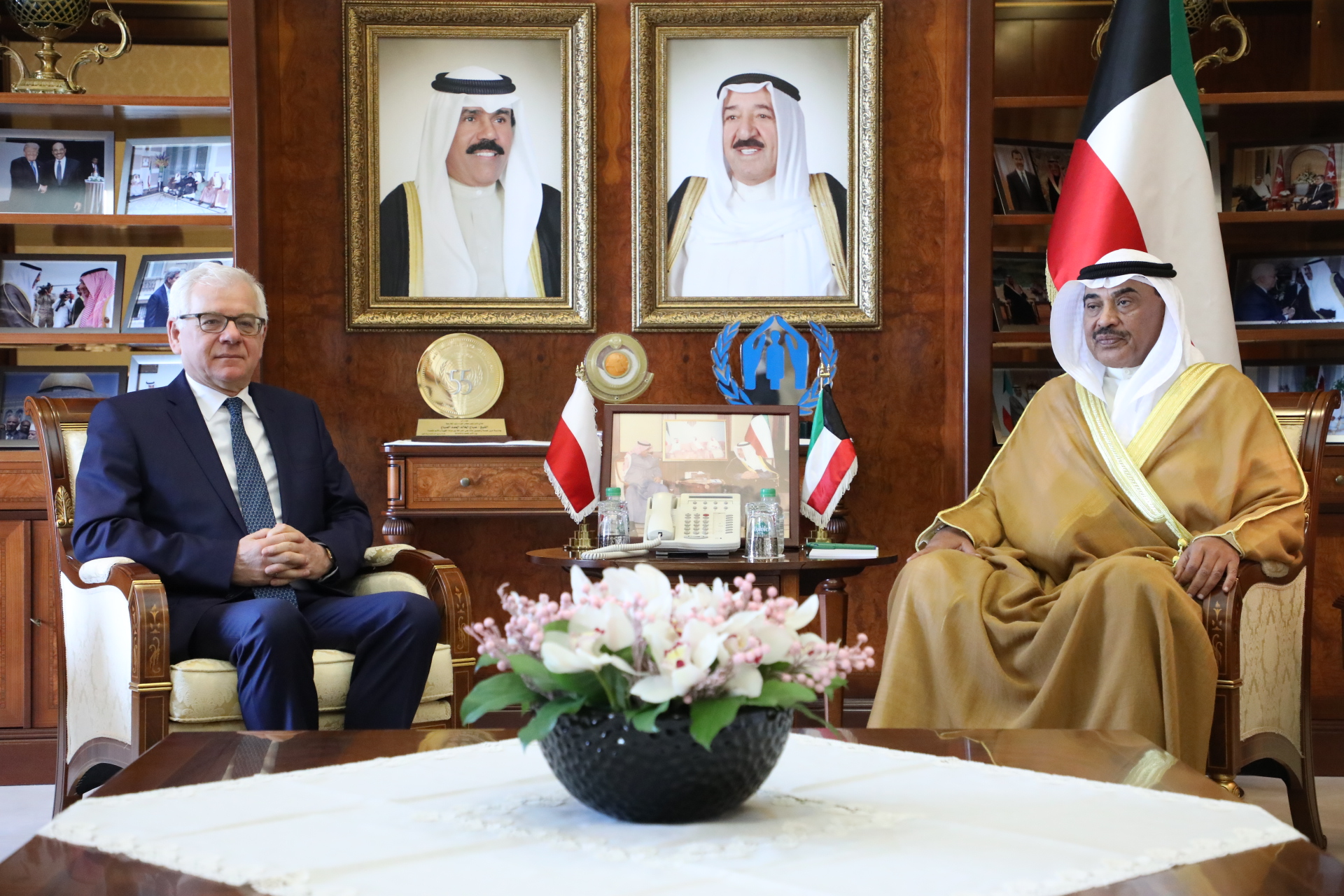
Minister spraw zagranicznych RP Jacek Czaputowicz oraz wicepremier i minister spraw zagranicznych Sabah al-Chalid as-Sabah (2019)

Stosunki polsko-kuwejckie – relacje między Rzecząpospolitą Polską a Państwem Kuwejt.
Stosunki dyplomatyczne między Polską a Kuwejtem nawiązano w 1963. Bezpośrednio po ich nawiązaniu otwarto Ambasadę w Kuwejcie. Jej pracami kierował radca handlowy jako chargé d’affaires. W Kuwejcie akredytowani byli ambasadorzy PRL w Libanie rezydujący w Bejrucie (1964–1971), następnie ambasadorzy w Iraku rezydujący w Bagdadzie. Po irackiej inwazji na Kuwejt byli oni akredytowani przy władzach Kuwejtu na wygnaniu w Rijadzie. Polskim ambasadorem, który jako pierwszy złożył listy uwierzytelniające w Kuwejcie, był Witold Skuratowicz (11 marca 1964).  W latach 1965–2001 w Polsce akredytowany był ambasador Kuwejtu rezydujący w Moskwie. W styczniu 2003 utworzono Ambasadę Kuwejtu w Warszawie.
Wizyty w Kuwejcie składali, m.in. premier Donald Tusk (2008), prezydent Andrzej Duda (2017), minister spraw zagranicznych Jacek Czaputowicz (2019).
W 1978 Polacy wybudowali przemiałownię cementu (Makrum S.A.). W latach 90. strona polska oddała do użytku dwie elektrownie i odsalarnię wody, a także uczestniczyła w remontach tego typu obiektów (Elektromontaż). W 2002 zbudowała walcownię drutu oraz wyposażyła jedną z cementowni budowanej w kooperacji. Wartość polskiego eksportu do Kuwejtu w 2020 szacowano na 108,7 mln USD, zaś importu na 6,4 mln USD. Głównymi polskimi towarami eksportowymi były: pieczywo cukiernicze, ciasta (12,5%), wyroby tytoniowe (12,2%). Wartość kuwejckich inwestycji w Polsce jest trudna do oszacowania, ponieważ często są one dokonywane przez firmy z sektora finansowego z innych państw. Polskie firmy nie inwestują w Kuwejcie.
Od 2006 prace wykopaliskowe w Kuwejcie rozpoczęły Centrum Archeologii Śródziemnomorskiej UW  oraz Narodowa Rada ds. Kultury, Sztuki i Piśmiennictwa (NCCAL) w ramach polsko-kuwejckiej misji archeologicznej. Około 100 kuwejckich kadetów kształciło się w Akademii Marynarki Wojennej w Gdyni.
Od stycznia do marca 1991 polski kontyngent wojskowy brał udział w I wojnie w Zatoce Perskiej po stronie koalicji prokuwejckiej.